# Orgilus viduus
Orgilus viduus är en stekelart som beskrevs av Taeger 1989. Orgilus viduus ingår i släktet Orgilus och familjen bracksteklar. Inga underarter finns listade i Catalogue of Life.